# 赵鉴华
赵鉴华（1965年12月—），满族，吉林洮南人，中华人民共和国政治人物、外交官。

## 生平
1990年，进入中华人民共和国外交部工作，先后在驻黎巴嫩大使馆、外交部新闻司、驻泰国大使馆任职。2001年，任驻英国大使馆参赞。2003年，任外交部亚洲司参赞，后升任外交部亚洲司副司长。2006年，挂职安徽省合肥市副市长。2007年，回任外交部亚洲司副司长。2008年，任外交部政策规划司参赞，后升任外交部政策规划司副司长。2011年4月，出任中华人民共和国驻利比里亚大使。2014年2月，出任中华人民共和国驻菲律宾大使。。2019年，任中国南海研究院党组成员、副院长。

## 家庭
赵鉴华育有一子。